# モテ虫王者カブトキング
『モテ虫王者カブトキング』（モテむしおうじゃカブトキング）は、尾玉なみえによる日本の漫画。全23話。

## 登場人物
ダイゴロー
主人公のカブトムシ。
キョゴロウ
ダイゴローの父で、カブトムシの王。
モンロー
ガ。
じい
執事のバッタ。
ゴキ宗
クワガタのふりをしているゴキブリ。
ガマさん
カエル。
ツトム
オスのゲブラムシ。
シャンペイ
フンコロガシ
ハナ
働きバチ。
よう子
女王バチ。
七郎
ナナフシ。
キリコ
メスのカマキリ。
カゲ夫
オスのウスバカゲロウ。
サスヂ
スズメバチ。
キヌ
メスのトンボ。
かずよし
オスのセミ。
貫太
オスのバッタ。
アイゴロー
ダイゴローの兄。
ヒカル
メスのホタル。
シビレ
メスのジガバチ。
オードリー
メスのチョウ。
ベス
メスのチョウ。

## 単行本
- 尾玉なみえ『モテ虫王者カブトキング』 集英社〈ジャンプ・コミックス〉、全2巻
  1. 2011年5月7日発売 ISBN 978-4-08-870230-8
  2. 2012年10月9日発売 ISBN 978-4-08-870490-6